# Lesnaja Retschka
Lesnaja Retschka (russisch Лесная Речка) ist eine Siedlung in Nordwestrussland. Der Ort gehört zur Oblast Archangelsk und hat 2709 Einwohner (Stand 14. Oktober 2010).

## Geographie
Lesnaja Retschka befindet sich etwa 13 Kilometer südlich der Oblasthauptstadt Archangelsk. Der Ort liegt direkt südlich der Regionalstraße zwischen Archangelsk und Nowodwinsk. Im Süden des Dorfes verläuft der namensgebende Fluss Lesnaja, welcher etwa drei Kilometer südlich von Lesnaja Retschka am See Lachta bei Katunino entspringt und rund 15 Kilometer nördlich von Lesnaja Retschka in die Nördliche Dwina mündet. Lesnaja Retschka gehört administrativ zum Stadtrajon Issakogorka innerhalb des Stadtkreises Archangelsk (Муниципальное образование «Архангельск», munizipales Gebilde «Archangelsk»).

## Geschichte
Von 1946 bis zu ihrer Auflösung im Jahr 1990 war in Lesnaja Retschka die 77. Moskauer-Tschernogowsker Garde-Division (77-ая гвардейская Московско-Черниговская дивизия) stationiert.

## Infrastruktur und Verkehr
Etwa einen Kilometer nordwestlich von Lesnaja Retschka befindet sich der Fernverkehrsbahnhof Issakogorka, welcher auf der Nord-Süd-Magistrale Archangelsk – Moskau liegt. Zwischen Archangelsk und Lesnaja Retschka verkehren mehrere Buslinien.
Der Ort verfügt über eine Schule. Nordöstlich der Siedlung befindet sich eine Strafkolonie (Исправительная колония № 7).